# Работовка (Кременчугский район)
Работовка (укр. Роботівка) — село,
Пришибский сельский совет,
Кременчугский район,
Полтавская область,
Украина.
Код КОАТУУ — 5322484804. Население по переписи 2001 года составляло 160 человек.

## Географическое положение
Село Работовка находится на левом берегу реки Сухой Кобелячек,
выше по течению на расстоянии в 3 км расположено село Кобелячек,
ниже по течению на расстоянии в 2,5 км расположено село Саловка.

## История
В 1911 году на хуторе Роботовка жило 285 человек.